# Obóz w Kiełbasinie

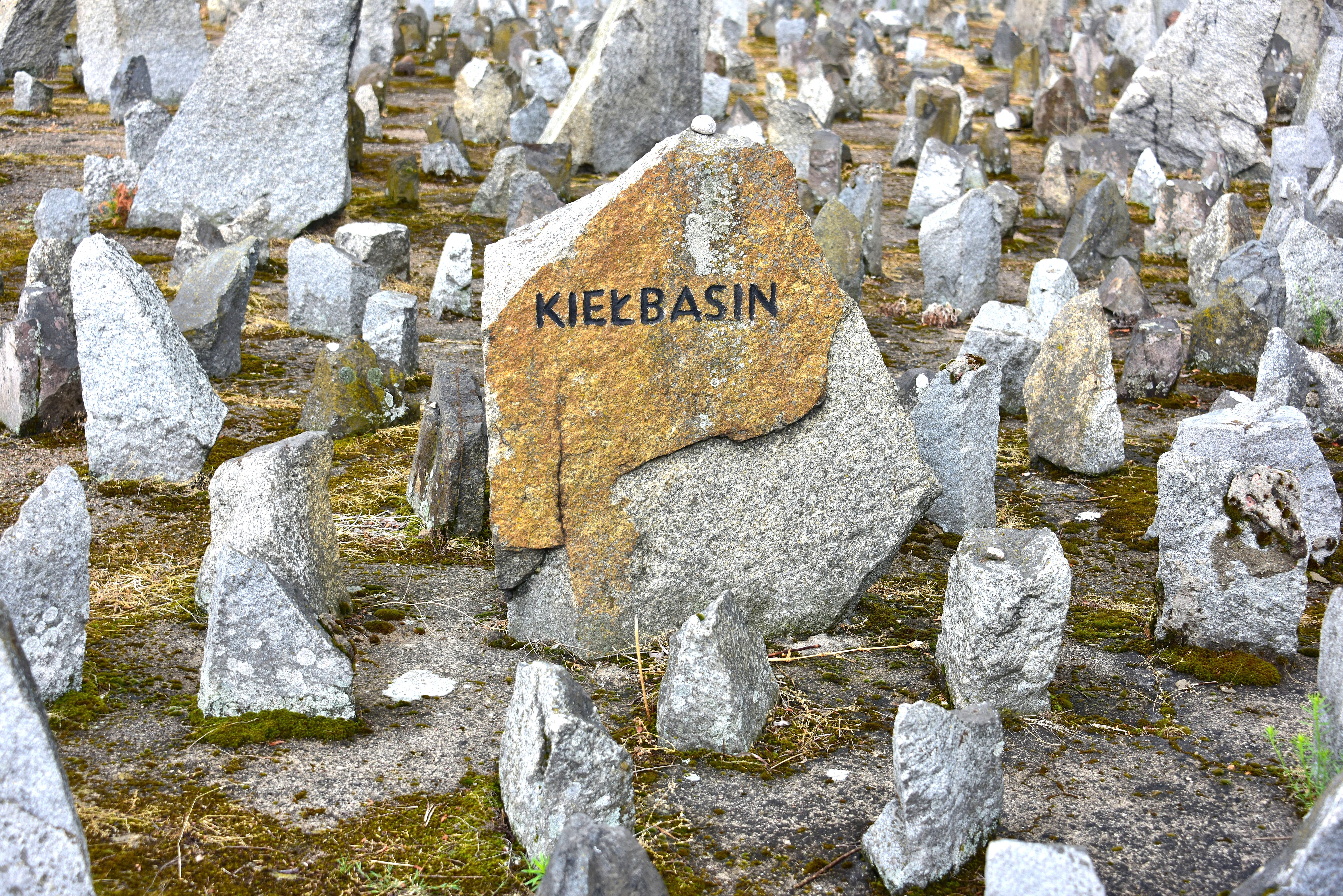
Pomnik Ofiar Obozu Zagłady w Treblince. Kamień upamiętniający Żydów przywiezionych z Kiełbasina

Obóz w Kiełbasinie (niem. Durchgangslager Kielbasin) – od listopada 1942 roku do lutego 1943 roku obóz przejściowy dla ludności żydowskiej przed wysłaniem jej do obozu zagłady w Treblince i obozu Auschwitz-Birkenau. Obóz znajdował się w Okręgu Białostockim, obecnie są to okolice Grodna na terytorium Białorusi.

## Obóz jeniecki – Stalag Lososno/Garten 324
Po ataku III Rzeszy na Związek Radziecki w czerwcu 1941 roku, Niemcy utworzyli w Kiełbasinie położonym kilka km na południowy zachód od Grodna obóz Stalag Lososno/Garten 324 dla sowieckich jeńców wojennych. Administracja i ochrona obozu znajdowała się na terenie dawnych koszar i magazynów polskiego 29 pułku artylerii lekkiej na Foluszu.
Teren o powierzchni 50 ha został otoczony wieżami strażniczymi i podwójnym ogrodzeniem z drutu kolczastego. Jeńców sowieckich umieszczono w 96 pospiesznie wybudowanych prymitywnych ziemiankach o rozmiarach 6 × 25 m i wysokości 3 m. Stalag w tym miejscu istniał do listopada 1942 roku. Z napisu na pomniku znajdującym się na terenie obozu wynika, że w miejscu tym zginęło kilkanaście tysięcy jeńców. W Stalagu zmarłych grzebano w zbiorowych mogiłach-rowy wielkości 33h6 m i głębokości 2 metrów. 68 z tych grobów znaleziono po wojnie. Według Nadzwyczajnej Radzieckiej Państwowej Komisji Badania Zbrodni hitlerowskich na Białorusi, w Stalagu 324 zginęło 18 000 jeńców radzieckich.

## Obóz tranzytowy dla ludności żydowskiej
Od listopada 1942 obóz zaczął pełnić funkcję obozu przejściowego dla ludności żydowskiej, do którego Niemcy przywozili wysiedlonych z takich miejscowości jak Dąbrowa, Druskieniki, Grodno, Indura, Krynki, Kuźnica, Łunna, Nowy Dwór, Ostryna, Porzecze, Sokółka, Sopoćkinie i innych miejscowości. Komendantem obozu został rumuński Niemiec Karl Rintcner.
W obozie Niemcy rozdzielili rodziny kwaterując mężczyzn i kobiety w oddzielnych ziemiankach, w których tłoczyło się od 250 do 300 osób. Z uwagi na brak odpowiednich sanitariatów, potrzeby fizjologiczne więźniowie załatwiali nad wykopanymi długimi rowami. Dzienne racje żywnościowe składały się z porcji 150 gramów chleba oraz rozgotowanej zgniłej kapusty. Wiele osób szybko zapadało na różne choroby, co spowodowało epidemię tyfusu i dyzenterii co doprowadziło do śmierci wiele osób. Ludzie umierali także z głodu oraz w wyniku samobójstw. Na porządku dziennym były egzekucje uwięzionych, w wyniku których codziennie strażnicy zabijali kilkadziesiąt osób.

Abram Lipcer w relacji złożonej w 1946 następująco opisał warunki w obozie: 

Dawano 15 dag chleba na dzień i litr zupy z nieobranych kartofli. Za obranie kartofli zastrzelono parę ludzi. W ogóle za najmniejsze przewinienie strzelano. Za posiadanie dolarów też, więc Żydzi spalili je. Zabrano pieniądze całymi workami, masę kosztowności, zegarki, futra, ubrania, zdejmowano buty z nóg. Rano wyganiano na zbiórkę, odliczano liczbę, potem „gimnastyka”, to jest zorganizowane znęcanie się nad ofiarami. Bito, kopano. Większość lekarzy i adwokatów popełniła samobójstwo. Głód okropny. L. jadł surowe kartofle i kapustę, którą znajdował na ziemi. Za mieszkanie służyły ziemianki, w których było tak ciasno, że nie można było się położyć spać; stano lub siedziano. Każde miasteczko miało dwie piwnice, ścisk i krzyk okropny. Mężczyźni, kobiety, dzieci razem. Do ustępów były kolejki, długie na 2 km. Za załatwienie się poza ustępem śmierć. Problem załatwiania się był jeszcze gorszy niż jedzenie. Wolano nie jeść by móc nie załatwiać się. Było parę wypadków zastrzelenia za załatwienie się z boku. Nad rabinami i Żydami z brodami znęcano się specjalnie, golili brody. Chłopi przywozili do obozu kartofle i drzewo, a końskie ekskrementy musieli Żydzi zbierać rękami i wrzucać do ustępu. Żadnych specjalnych robót nie było, tylko czasem wyładowywanie kartofli z kolejki, która dochodziła do obozu. Nie wolno było pić wody, za to bito. Uciec nie można było, drut kolczasty wysoki na 4 m. Naokoło gestapo, w nocy jasno jak w dzień (elektryczność i reflektory)

Pod koniec 1942 roku Niemcy przystąpili do stopniowej deportacji żydowskich więźniów. Opracowanie planu wysiedlenia komendant Karl Rintcner nakazał obozowemu Judenratowi, na czele którego stał Lejb Frenkiel z Druskienik. Więźniowie byli grupami pędzeni na stację kolejową w Łosośnie zabijając osoby starsze i chore, które nie wytrzymywały tempa marszu. Na stacji kolejowej Łosośna Niemcy wtłaczali Żydów do wagonów towarowych, które kierowano do obozów w Treblince i Auschwitz-Birkenau.
Obóz zlikwidowano w lutym 1943 roku po wywiezieniu przez Niemców większości Żydów.

## Dzieje powojenne
W 1965 roku na terenie obozu na zachód od ulicy Olgi Sołomowej wzniesiono pomnik z napisem rosyjskim ku czci sowieckich ofiar obozu jenieckiego.